# 变黑蛇根草
变黑蛇根草（学名：Ophiorrhiza nigricans）为茜草科蛇根草属的植物，为中国的特有植物。分布于中国大陆的广西、云南等地，生长于海拔1,000米的地区，一般生于林下，目前尚未由人工引种栽培。

## 形态特征
上部近直立，下部匐地，高10-25厘米，节上生根；枝纤细，稍压扁，密被柔毛。叶纸质，卵形、阔卵形或近长圆形，长1-4.5厘米，宽0.7-2厘米，顶端钝或圆，有时短尖，基部微心形至阔楔尖，干时上面灰色，无毛或近无毛，下面苍黄，近无毛或中脉和侧脉上密被柔毛；侧脉每边4-5条，很少达7条，上面稍明显，下面微凸起；叶柄长不超过1厘米，密被柔毛。